# Benjamin Adjei
Benjamin Adjei (* 14. Mai 1990 in Tegernsee) ist ein deutscher Politiker (Bündnis 90/Die Grünen). Er ist seit 2018 Mitglied des Bayerischen Landtags.

## Leben
Benjamin Adjei machte sein Fachabitur an der Fachoberschule Bad Tölz. 2016 schloss er ein Studium im Fach Scientific Computing mit dem Grad B. Sc. ab. 2018 schloss er sein Studium im Fach Stochastical Engineering mit dem Grad M. Sc. ab. Während seines Studiums absolvierte er Auslandsaufenthalte in Zürich und Helsinki. Er arbeitete als Data Scientist mit Spezialisierung auf künstliche Intelligenz. Er spielte jahrelang im Sportverein und arbeitete im Studium nebenberuflich in einem Fitnessstudio.
Sein Vater stammt aus Ghana und war dort Ministeriumsmitarbeiter. Er lernte die Mutter von Adjei in Nordrhein-Westfalen kennen. Adjei hat zwei jüngere Schwestern.

## Politik
2011 wurde Adjei Mitglied von Bündnis 90/Die Grünen. 2012 wurde er in den Ortsvorstand von Taufkirchen gewählt. Seit 2013 engagierte er sich als Sprecher der Landesarbeitsgemeinschaft Hochschule, Forschung, Technologie bei Bündnis 90/Die Grünen Bayern. 2014 machte er ein Praktikum beim Fraktionsvorsitzenden Ludwig Hartmann. Er wurde 2015 in Oberbayern Sprecher der Grünen Jugend. Im Jahr 2018 wurde er in den Landesausschuss von Bündnis 90/Die Grünen Bayern gewählt.
Adjei gewann bei der Landtagswahl in Bayern 2018 im Stimmkreis München-Moosach das Direktmandat, er setzte sich mit 26,2 Prozent der Erststimmen gegen die CSU-Abgeordnete Mechthilde Wittmann durch. Zunächst betrug der Vorsprung 78 Stimmen. Nachdem bekannt wurde, dass in München teilweise Ergebnisse zunächst geschätzt wurden, wurde nach Beschluss des Kreiswahlausschusses eine Nachzählung veranlasst. Der Vorsprung betrug nach der Neuauszählung 32 Stimmen. Des Weiteren ist Adjei Mitglied des Ausschusses für Wirtschaft, Landesentwicklung, Energie, Medien und Digitalisierung.
Bei der Landtagswahl in Bayern 2023 im Stimmkreis München-Moosach verlor er das Direktmandat gegen Alexander Dietrich, zog jedoch erneut in den Landtag ein.